# Mustikkasaari (ö i Kajanaland, Kehys-Kainuu, lat 64,59, long 29,55)
Mustikkasaari är en ö i Finland. Den ligger i sjön Kivijärvi och i kommunen Kuhmo i den ekonomiska regionen  Kehys-Kainuu  och landskapet Kajanaland, i den centrala delen av landet, 500 km nordost om huvudstaden Helsingfors. Öns area är 1,4 hektar och dess största längd är 230 meter i öst-västlig riktning.